# 伍德村
伍德村（英語：Wood Village）是一個位於美國俄勒岡州摩特諾瑪縣的城市。根據2010年美國人口普查的數據顯示，伍德村的人口為3,878人。

## 歷史
伍德村是作為美國鋁業公司的公司市鎮而建立的；該工廠於2000年關閉。該市還曾是佔地90,000平方英尺（8,400平方公尺）的梅里克斯公司之工廠的所在地。

## 地理
根據美國普查局的數據顯示，該市總面積為0.94平方英里（2.43平方公里），全部為陸地。